# 臺屋
臺屋（Tower house）是一種石造，具有防禦功能的居住用建築物。臺屋始於中世紀，通常建築於山區或人煙罕見的地區。可以用較少的軍力來指揮或防衛戰略要點。同時也作於貴族的住處，周圍常建成城下町。

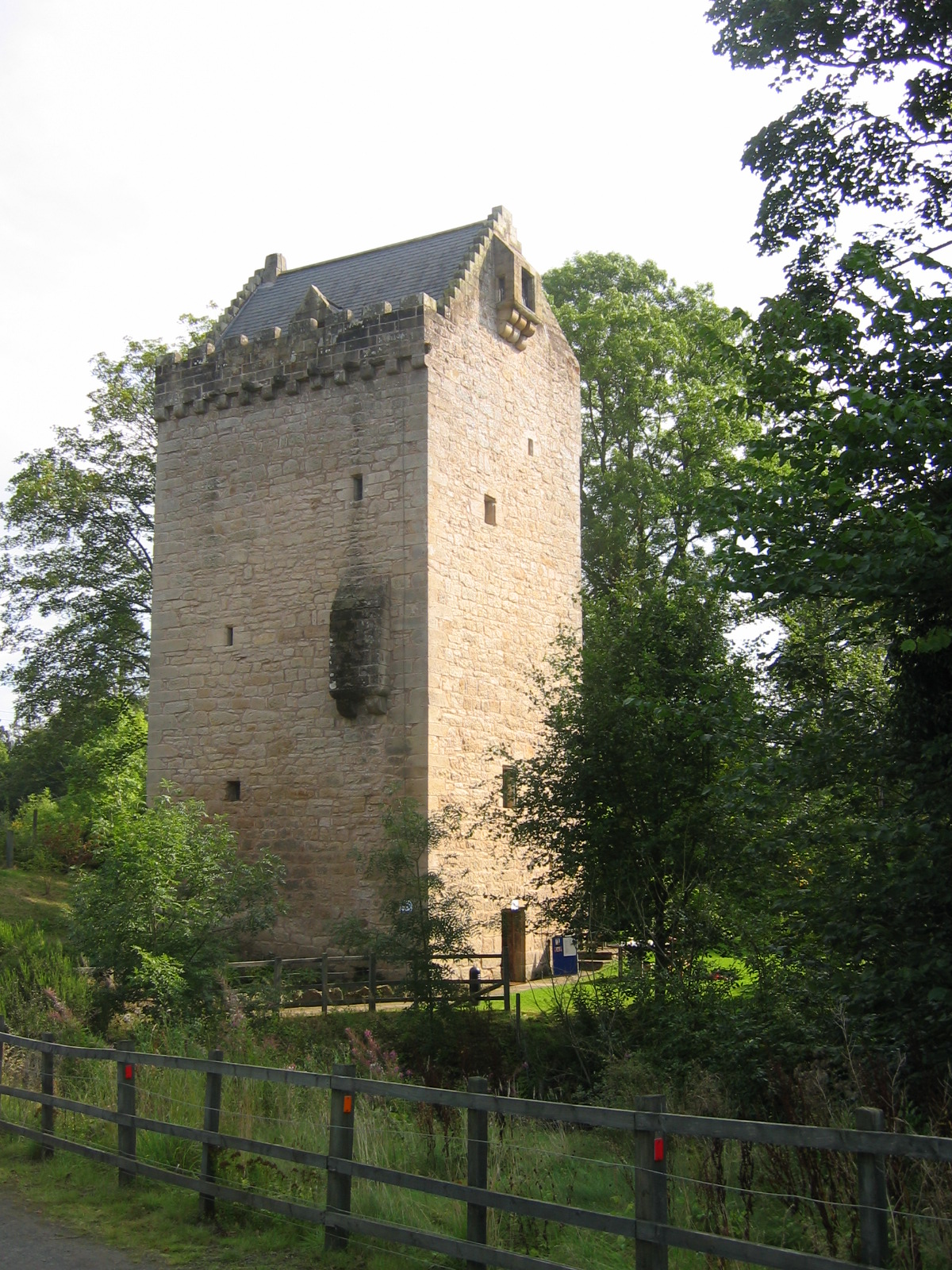
聯合王國蘇格蘭南拉奈克郡的臺屋。

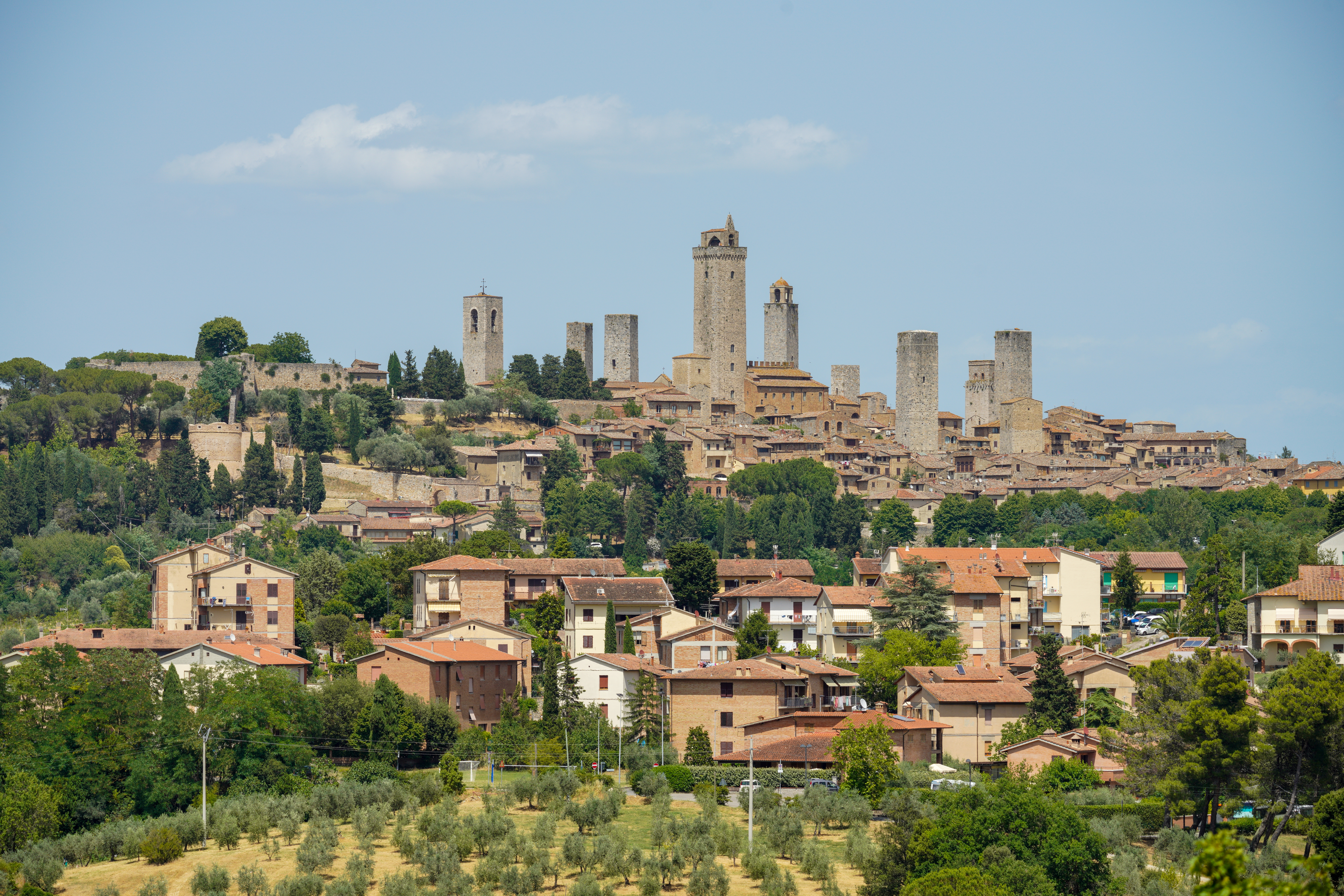
義大利托斯卡尼大區聖吉米尼亞諾的臺屋。

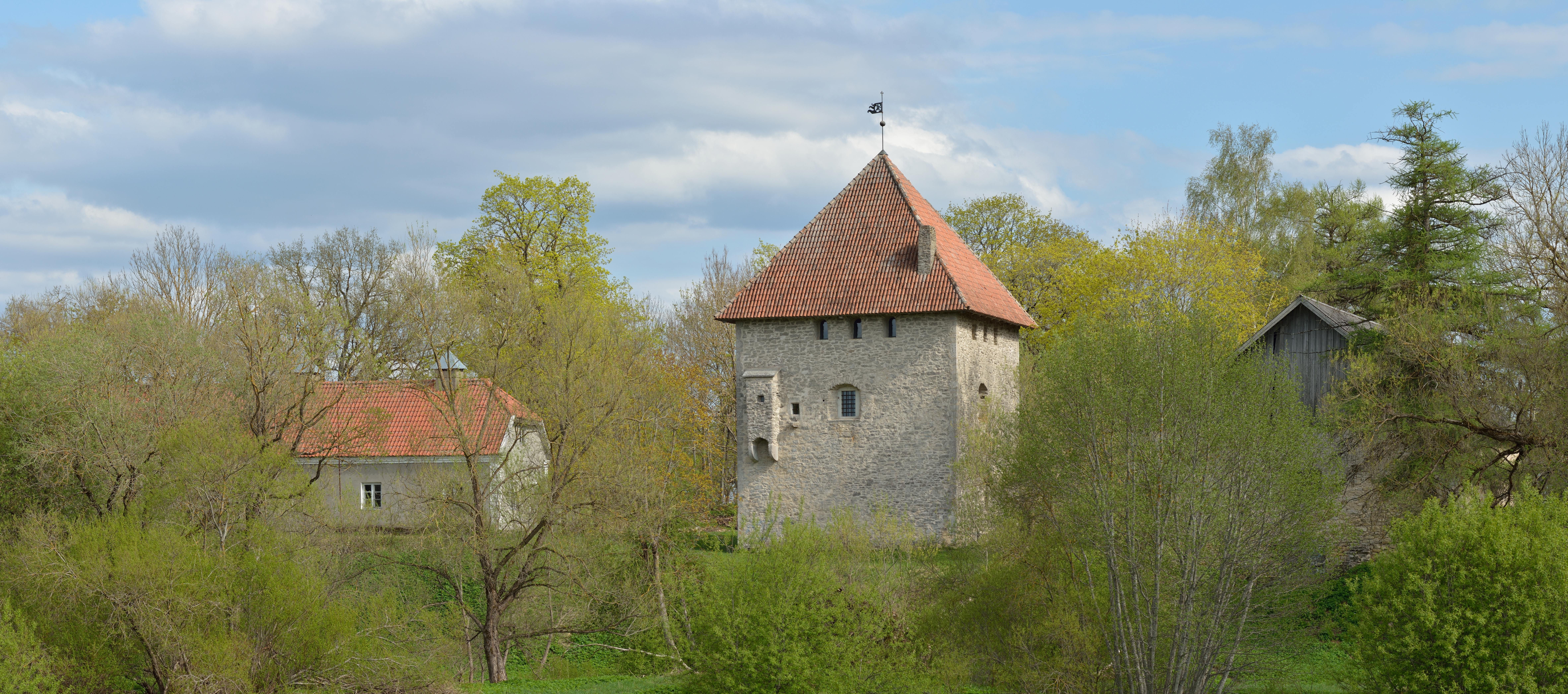
位於愛沙尼亞，建於15世紀的臺屋。